# Montdevergues
 (avril 2020).
Si vous disposez d'ouvrages ou d'articles de référence ou si vous connaissez des sites web de qualité traitant du thème abordé ici, merci de compléter l'article en donnant les références utiles à sa vérifiabilité et en les liant à la section « Notes et références ».
Montdevergues est une colline et un lieu-dit situé à Montfavet (commune d'Avignon dans le département de Vaucluse).
Il héberge un centre hospitalier spécialisé en psychiatrie datant de 1839 : le Centre Hospitalier de Montfavet, ainsi que quelques habitations.

## Histoire
La colline tient son nom des religieuses (mons virginum) ayant occupé une abbaye en son sommet près de deux siècles. C'est en effet en 1060 qu'une fortunée aristocrate avignonnaise, la comtesse Oda avec l'accord de l'évêque Rostaing Ier, créa sur la montagnette qui s'appelait alors Mont Lavenic un monastère de filles sous la règle de saint Benoît.
Vers 1150, saint Bernard de l'Ordre de Citeaux, se rendit sur place et les réunit avec leur accord à la famille cistercienne.
Après deux cents ans à Montdevergues les religieuses vinrent à Avignon afin de fuir les pillards et autres bandits sur les conseils de l'évêque Zoen. Celui-ci leur octroya, en 1254, sur la paroisse Saint-Symphorien un local, vite aménagé en couvent.
Bien plus tard, c'est une ordonnance royale du 21 septembre 1839 qui autorisa la Maison de Santé à acquérir la principale partie du domaine agricole de Montdevergues, afin d'y installer des convalescents souffrant de maladie mentale. Les premiers malades hommes arrivèrent en 1844, pour prendre place dans la ferme réaménagée. C'est dans cet établissement que la sculptrice française Camille Claudel fut internée pendant trente ans et mourut le 19 octobre 1943. 

Le Centre hospitalier de Montfavet-Avignon, établissement de santé publique, a une mission de prévention, de soins en santé mentale et de réinsertion sociale auprès de la population de Vaucluse (à l'exception de Pertuis et son canton) et du Nord des Bouches-du-Rhône, soit au total près de 600 000 habitants.

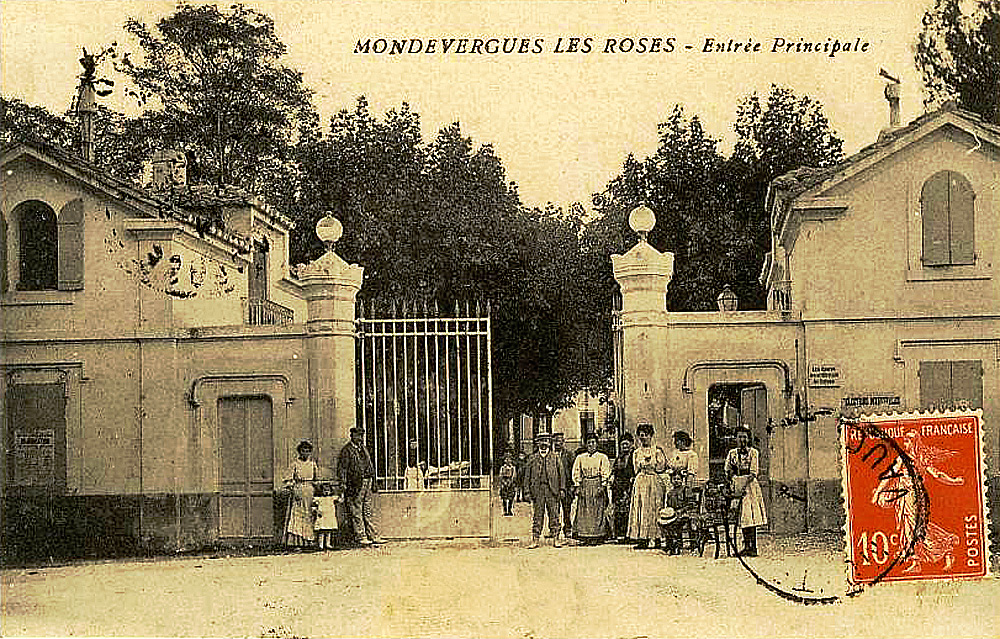
Entrée de l'asile psychiatrique de Mondevergues vers 1900.

## Géologie
La colline de Montdevergues est constituée de calcaire clairs urgoniens (Crétacé inférieur). Très massifs, ces calcaires ont été localement exploités dans une carrière au sud de la colline.
La colline forme un relief isolé entouré par la plaine alluviale du Rhône et de La Durance dont les dépôts fluviatiles (argiles à galets) reposent en discordance sur les calcaires.